# Carl Erik Norman
Carl Erik Norman, född 3 februari 1765 i Bjurfors, Västmanlands län, död 21 april 1808 genom drunkning i Dalälven, var en svensk myntgravör.
Han var son till Carl Norman och Sofia Jansdotter Bjurling och från 1789 gift med Catharina Magdalena Hedberg samt bror till myntgravören Christopher Norman. Han blev 1788 sin fars medhjälpare vid myntverket i Avesta och 1790 sin fars efterträdare. Under hans ämbetsperiod återupptogs myntutgivningen vid myntverket och han arbetade troligen efter förlagor som myntet i Stockholm framställt. Under åren 1799–1802 utförde han även Riksgäldskontorets polletter.   